# Beardmore-gleccser
A Beardmore-gleccser egyike az Antarktisz és a Föld legnagyobb gleccsereinek. Hossza 161 kilométer, területe 337 km². A Transzantarktiszi-hegységből ereszkedik le a Ross-selfjégre. A sark felé vivő egyik legkorábbi útvonal a gleccseren át vezetett.
A gleccsert Ernest Shackleton fedezte fel 1908-ban, amikor a Nimrod expedíciót vezette. 1911-12-ben Scott kapitány és társai a gleccsert megmászva jutottak el a Déli-sarkra. A gleccsert Sir William Beardmore-ról nevezték el, aki egy 1856-ban született iparmágnás volt és gyakran adott anyagi támogatást expedíciókhoz.

## Fordítás
Ez a szócikk részben vagy egészben  a   Beardmore Glacier című angol Wikipédia-szócikk ezen változatának fordításán alapul.  Az eredeti cikk szerkesztőit annak laptörténete sorolja fel. Ez a jelzés csupán a megfogalmazás eredetét és a szerzői jogokat jelzi, nem szolgál a cikkben szereplő információk forrásmegjelöléseként.